# Alex Turner
Alexander David Turner, angleški glasbenik, * 6. januar 1986, Sheffield, Anglija
Turner je član skupin Arctic Monkeys in The Last Shadow Puppets. V obeh je vokalist in glavni kitarist, pri Arctic Monkeys pa še glavni pisec besedil.